# Marina Bassols Ribera
Marina Bassols Ribera (Blanes, 13 de desembre de 1999) és una tennista catalana.
La millor classificació de la seva carrera en la WTA és la 119 en individuals, aconseguit el 10 d'abril de 2023. En dobles, la millor classificació WTA de la seva carrera és la 194, aconseguida el 15 d'agost de 2022.
Va debutar al quadre principal del WTA Tour a l'Palermo Ladies Open de 2021, a les proves d'individuals i dobles.
Va participar en l'Open de Monterrey del 2023 com a lucky loser.

## Cronologia

### Individuals
Actualitzat fins a la classificació de l'Open de França de 2023.
| Torneig                     | 2021 | 2022 | 2023 | SR                  | W–L                 | Victòria%           |
| --------------------------- | ---- | ---- | ---- | ------------------- | ------------------- | ------------------- |
| Tornejos de Grand Slam      |      |      |      |                     |                     |                     |
| Open d'Austràlia            | A    | A    | P2   | 0/0                 | 0–0                 |                     |
| Obert de França             | A    | A    | Q1   | 0/0                 | 0–0                 |                     |
| Wimbledon                   | A    | A    | P3   | 0/0                 | 0–0                 |                     |
| US Open                     | A    | P2   | P3   | 0/0                 | 0–0                 |                     |
| Victòria-derrota            | 0–0  | 0–0  | 0–0  | 0/0                 | 0–0                 |                     |
| WTA 1000                    |      |      |      |                     |                     |                     |
| Obert d'Indian Wells        | A    | A    | Q1   | 0/0                 | 0–0                 |                     |
| Obert de Miami              | A    | A    | Q1   | 0/0                 | 0–0                 |                     |
| Open de Madrid              | A    | A    | 1R   | 0/1                 | 0–1                 |                     |
| Open d'Itàlia               | A    | A    | P2   | 0/0                 | 0–0                 |                     |
| Estadístiques de carrera    |      |      |      |                     |                     |                     |
| Tornejos                    | 1    | 3    | 5    | Total de carrera: 9 | Total de carrera: 9 | Total de carrera: 9 |
| En general victòria-derrota | 0–1  | 0–3  | 0–5  | 0/9                 | 0–9                 | 0%                  |
| Rànquing de cap d'any       | 292  | 159  |      | 233.952 dòlars      | 233.952 dòlars      | 233.952 dòlars      |

## Finals WTA Challenger

### Individuals: 3 (2 títols, 1 subcampió)
| Resultat | W–L | Data          | Torneig                           | Superfície   | Oponent        | Puntuació      |
| -------- | --- | ------------- | --------------------------------- | ------------ | -------------- | -------------- |
| Derrota  | 0–1 | juny 2023     | WTA 125 València                  | Terra batuda | Mayar Sherif   | 3–6, 3–6       |
| Victòria | 1–1 | setembre 2023 | WTA 125 Ljubljana, Eslovènia      | Terra batuda | Zeynep Sönmez  | 6–0, 7–6 (7–2) |
| Victòria | 2–1 | desembre 2023 | WTA 125 Andorra la Vella, Andorra | difícil (i)  | Erika Andreeva | 7–5, 7–6 (7–3) |

### Dobles: 1 (subcampió)
| Resultat | W–L | Data          | Torneig                     | Superfície   | Parella        | Oponents                      | Puntuació |
| -------- | --- | ------------- | --------------------------- | ------------ | -------------- | ----------------------------- | --------- |
| Derrota  | 0–1 | novembre 2021 | WTA 125 Montevideo, Uruguai | Terra batuda | Carolina Alves | Irina Bara Ekaterine Gorgodze | 4–6, 3–6  |

## Finals de la ITF

### Individuals: 13 (8 títols, 5 subcampions)
| Llegenda                   |
| -------------------------- |
| Tornejos de 100.000 dòlars |
| Tornejos de 80.000 $ (1–0) |
| Tornejos de 60.000 $ (1–1) |
| Tornejos de 40.000 dòlars  |
| Tornejos de 25.000 $ (1–2) |
| Tornejos de 15.000 $ (5–2) |

| Finals per superfície |
| --------------------- |
| Dura (2–2)            |
| Terra batuda (6–3)    |
| Herba (0–0)           |
| Catifa (0–0)          |

| Resultat | W–L | Data             | Torneig                        | Nivell   | Superfície   | Oponent              | Puntuació         |
| -------- | --- | ---------------- | ------------------------------ | -------- | ------------ | -------------------- | ----------------- |
| Derrota  | 0–1 | Setembre 2017    | ITF Melilla, Espanya           | 15.000   | Terra batuda | Eva Guerrero Álvarez | 4–6, 0–6          |
| Victòria | 1–1 | Febrer 2018      | ITF Manacor, Illes Balears     | 15.000   | Terra batuda | Marta Paigina        | 6–1, 6–4          |
| Derrota  | 1–2 | Febrer 2018      | ITF Palmanova, Illes Balears   | 15.000   | Terra batuda | Seona Méndez         | 7–6 (3), 1–6, 2–6 |
| Victòria | 2–2 | Agost 2018       | ITF Rotterdam, Països Baixos   | 15.000   | Terra batuda | Sviatlana Pirazhenka | 7–5, 6–2          |
| Victòria | 3–2 | Agost 2018       | ITF Haren, Països Baixos       | 15.000   | Terra batuda | Lara Salden          | 6–2, 7–6 (4)      |
| Victòria | 4–2 | Gener 2019       | ITF Manacor, Illes Balears     | 15.000   | Terra batuda | Ioana Loredana Roșca | 6–3, 6–4          |
| Derrota  | 4–3 | Setembre 2019    | ITF Marbella, Espanya          | 25.000   | Terra batuda | Arantxa Rus          | 2–6, 2–6          |
| Derrota  | 4–4 | Març 2021        | ITF Manacor, Illes Balears     | 25.000   | Dura         | Nuria Párrizas Díaz  | 2–6, 1–6          |
| Victòria | 5–4 | Març 2021        | ITF Manacor, Illes Balears     | 15.000   | Dura         | Camilla Rosatello    | 7–5, 6–2          |
| Victòria | 6–4 | juny 2022        | ITF Madrid, Espanya            | 60.000   | Dura         | Àlex Eala            | 6–4, 7–5          |
| Victòria | 7–4 | juliol de 2022   | ITF Palma del Río, Espanya     | 25.000+H | Dura         | Jessika Ponchet      | 5–7, 6–4, 6–3     |
| Derrota  | 7–5 | Setembre 2022    | ITF Caldas da Rainha, Portugal | 60.000+H | Dura         | Lucrezia Stefanini   | 6–3, 1–6, 6–7     |
| Victòria | 8–5 | novembre de 2022 | ITF València, País Valencià    | 80.000+H | Terra batuda | Ylena In-Albon       | 6–4, 6–0          |

### Dobles: 13 (7 títols, 6 subcampions)
| Llegenda                   |
| -------------------------- |
| Tornejos de 100.000 dòlars |
| Tornejos de 80.000 dòlars  |
| Tornejos de 60.000 $ (0–1) |
| Tornejos de 40.000 dòlars  |
| Tornejos de 25.000 $ (5–3) |
| Tornejos de 15.000 $ (2–2) |

| Finals per superfície |
| --------------------- |
| Dura (4–1)            |
| Terra batuda (2–5)    |
| Herba (0–0)           |
| Catifa (1–0)          |

| Resultat | W–L | Data          | Torneig                       | Nivell | Superfície   | Parella                | Oponents                                  | Puntuació           |
| -------- | --- | ------------- | ----------------------------- | ------ | ------------ | ---------------------- | ----------------------------------------- | ------------------- |
| Derrota  | 0–1 | setembre 2017 | ITF Madrid                    | 15,000 | Dura         | Júlia Payola           | Alicia Barnett Olivia Nicholls            | 1–6, 2–6            |
| Derrota  | 0–2 | juliol 2018   | ITF Getxo                     | 25,000 | Terra batuda | Guiomar Maristany      | Yvonne Cavallé Reimers Ángela Fita Boluda | 3–6, 2–6            |
| Victòria | 1–2 | juliol 2018   | ITF Don Benito                | 15,000 | Terra batuda | Irina Cantos Siemers   | Noelia Bouzó Zanotti Ángela Fita Boluda   | 6–1, 6–2            |
| Victòria | 2–2 | juliol 2018   | ITF El Espinar                | 25,000 | Dura         | Olga Parres Azcoitia   | Tamara Čurović Başak Eraydın              | 7–5, 6–4            |
| Derrota  | 2–3 | octubre 2018  | ITF Riba-roja de Túria        | 25,000 | Terra batuda | Ángela Fita Boluda     | Aliona Bolsova Despina Papamichail        | 2–6, 2–6            |
| Derrota  | 2–4 | novembre 2018 | ITF Nules                     | 15,000 | Terra batuda | Júlia Payola           | Cristina Bucșa Claudia Hoste Ferrer       | 6–7(3), 3–6         |
| Derrota  | 2–5 | juny 2019     | ITF Barcelona                 | 60,000 | Terra batuda | Yvonne Cavallé Reimers | Kyōka Okamura Moyuka Uchijima             | 6–7(7), 4–6         |
| Victòria | 3–5 | juliol 2019   | ITF El Espinar                | 25,000 | Dura         | Feng Shuo              | Alexandra Bozovic Shalimar Talbi          | 7–5, 7–6(4)         |
| Derrota  | 3–6 | agost 2019    | ITF Las Palmas                | 25,000 | Terra batuda | Feng Shuo              | Victoria Rodríguez Ana Sofía Sánchez      | 3–6, 5–7            |
| Victòria | 4–6 | agost 2019    | ITF Las Palmas                | 25,000 | Terra batuda | Feng Shuo              | Manon Arcangioli Kimberley Zimmermann     | 6–3, 6–1            |
| Victòria | 5–6 | setembre 2020 | ITF Montemor-o-Novo, Portugal | 25,000 | Dura         | Ioana Loredana Roșca   | Jodie Burrage Olivia Nicholls             | 7–6(5), 4–6, [10–6] |
| Victòria | 6–6 | setembre 2020 | ITF Porto, Portugal           | 15,000 | Dura         | Carolina Alves         | Júlia Payola Himeno Sakatsume             | 6–1, 4–6, [10–7]    |
| Victòria | 7–6 | maig 2022     | ITF Tossa de Mar              | 25,000 | Carpet       | Ioana Loredana Roșca   | Yvonne Cavallé Reimers Celia Cerviño Ruiz | 7–5, 6–0            |